# Nowokyjiwka (obwód mikołajowski)
Nowokyjiwka (ukr. Новокиївка) – wieś na Ukrainie, w obwodzie mikołajowskim, w rejonie mikołajowskim, w hromadzie Szewczenkowe. W 2001 liczyła 602 mieszkańców, spośród których 543 wskazało jako ojczysty język ukraiński, 36 rosyjski, 12 mołdawski, 2 białoruski, a 9 ormiański.